# Videnskabssociologi
Videnskabssociologi er den del af sociologien, der undersøger den videnskabelige proces, de involverede aktører og de underliggende strukturer. Således bliver sociologien som videnskab selv undersøgt på lige fod med alle andre videnskaber. "Normer og roller, institutioner, organisationsformer, kommunikation, magtforhold, konflikter og prestigefordeling" er blandt genstandene for videnskabssociologiske undersøgelser. Videnskabssociologien er beslægtet med den generelle videnssociologi, der undersøger viden på et mere generelt socialt og samfundsmæssigt plan.